# IZ Волка
IZ Волка (лат. IZ Lupi), HD 134236 — двойная звезда в созвездии Волка на расстоянии приблизительно 2682 световых лет (около 822 парсеков) от Солнца. Видимая звёздная величина звезды — от +8,45m до +8,3m.

## Характеристики
Первый компонент — оранжево-красный гигант, пульсирующая полуправильная переменная звезда типа SRB (SRB) спектрального класса M2III, или K5. Масса — около 1,825 солнечной, радиус — около 130,433 солнечных, светимость — около 1285,369 солнечных. Эффективная температура — около 3676 K.
Второй компонент — коричневый карлик. Масса — около 39,98 юпитерианских. Удалён на 1,828 а.е..